# DYRK1B
Il dual specificity tyrosine-phosphorylation-regulated chinasi 1B è un enzima che negli umani è codificato dal gene DYRK1B.

## Funzione
DYRK1B è un membro della famiglia di protein-chinasi DYRK. DYRK1B contiene un segnale di localizzazione nucleare bipartito, è prevalentemente collocato all'interno di tessuti muscolari e del testicolo. La proteina sembra essere coinvolta in funzioni regolatorie del nucleo.
Sono state individuate tre isoforme di DYRK1B, che differiscono per lo splicing di due esoni all'interno del sito attivo.

## Interazioni
DYRK1B ha mostrato di interagire con:
- PCBD1[3]
- RANBP9.[4]

## Significato clinico
Una singola mutazione missenso nel gene DYRK1B (nello specifico R102C) è associato con l'inizio precoce di una coronaropatia dominante autosomica, obesità giovanile precoce del tronco, ipertensione acuta e diabete mellito di tipo II. Quest'ultima patologia rilevata in particolar modo in soggetti appartenenti a tribù nomade dell'Iran.